# Saint-Bauzille-de-Montmel
Saint-Bauzille-de-Montmel is een gemeente in het Franse departement Hérault (regio Occitanie). De gemeente werd op 1 januari 2017 overgeheveld van het arrondissement Montpellier naar het arrondissement Lodève. Saint-Bauzille-de-Montmel telde op 1 januari 2022 1.212 inwoners.

## Geografie
De oppervlakte van Saint-Bauzille-de-Montmel bedroeg op 1 januari 2022 21,52 vierkante kilometer; de bevolkingsdichtheid was toen 56,3 inwoners per km².

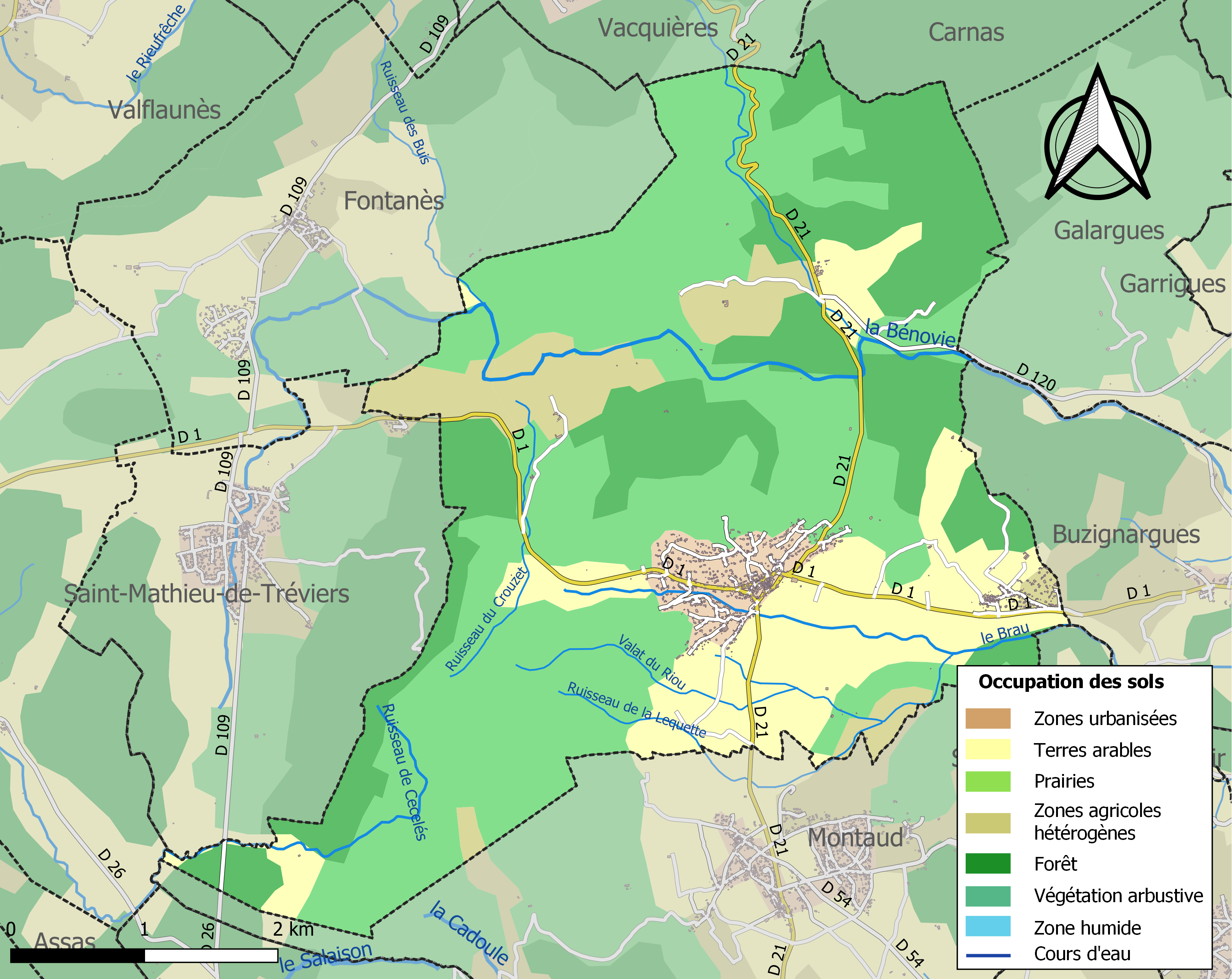
Kaart van de gemeente met belangrijkste infrastructuur, bodemgebruik en omliggende gemeenten

## Demografie
Onderstaande figuur toont het verloop van het inwonertal (bron: INSEE-tellingen).